# إداو مساطوك (تيڭوڭة)
إداو مساطوك هي إحدى مشيخات المملكة المغربية، تتبع جغرافيا لإقليم تارودانت وإداريًا لتيڭوڭة. يقدر عدد سكانها بـ 2828 نسمة حسب الإحصاء الرسمي للسكان والسكنى لسنة 2004.